# Мадемуазель Мушкетёр
«Мадемуазель Мушкётер» (фр. La Femme Musketeer) — американский приключенческий фильм производства Hallmark Entertainment, снятый в Хорватии и вышедший в 2004 году. Премьера фильма состоялась 20 июля 2004 года на канале Hallmark Channel.

## Сюжет
1660 год. Францию раздирает борьба между королём и кардиналом, у каждого из которого имеется собственная армия. У кардинала — гвардейцы, у короля — мушкетёры.
И самый знаменитый из них — д’Артаньян, обучивший всему, что умеет, свою единственную дочь Валентину. И хотя она мечтает вступить в ряды мушкетёров, женщины не имеют права служить в армии.
Но, узнав о похищении невесты короля и готовящемся перевороте, Валентина вместе с сыновьями Атоса, Портоса и Арамиса отправляется спасать Францию…

## В ролях
| Актёр             | Роль               |
| ----------------- | ------------------ |
| Сьюзи Эми         | Валентина          |
| Майкл Йорк        | Д'Артаньян         |
| Настасья Кински   | Леди Болтон        |
| Жерар Депардьё    | Кардинал Мазарини  |
| Кристофер Кейзнов | Атос               |
| Джон Рис-Дэвис    | Портос             |
| Аллан Кордюнер    | Арамис             |
| Фредди Сайерс     | король Людовик XIV |
| Николас Роу       | герцог Бекингем    |